# Wilki (Dobre Miasto)
Wilki (deutsch Wölken) ist ein Ort in der polnischen Woiwodschaft Ermland-Masuren. Er gehört zur Stadt-und-Land-Gemeinde Dobre Miasto (Guttstadt) im Powiat Olsztyński (Kreis Allenstein).

## Geographische Lage
Wilki liegt westlich des Leimangelsees (polnisch Jezioro Limajno) im nördlichen Westen der Woiwodschaft Ermland-Masuren, 27 Kilometer südwestlich der früheren Kreisstadt Heilsberg (polnisch Lidzbark Warmiński) bzw. 18 Kilometer nordwestlich der heutigen Kreismetropole und auch Woiwodschaftshauptstadt Olsztyn (deutsch Allenstein).

## Geschichte
Das einstige Wölken bestand aus ein paar kleinen Höfen. Im Jahre 1874 wurde die Landgemeinde Wölken in den neu errichteten Amtsbezirk Glottau (polnisch Głotowo) im ostpreußischen Kreis Heilsberg, Regierungsbezirk Königsberg, eingegliedert. Im Jahre 1910 zählte Wölken 40 Einwohner.
Am 22. März 1928 verlor Wölken seine Eigenständigkeit und wurde nach Glottau eingemeindet.
Mit dem gesamten südlichen Ostpreußen kam Wölken 1945 in Kriegsfolge an Polen. Das Dorf erhielt die polnische Namensform „Wilki“ und ist heute „część wsi Głotowo“ (= „Teil des Dorfs Głotowo“)  innerhalb der Gmina Dobre Miasto (Stadt-und-Land-Gemeinde Guttstadt) im Powiat Olsztyński (Kreis Allenstein), von 1975 bis 1998 der Woiwodschaft Olsztyn, seither der Woiwodschaft Ermland-Masuren zugehörig.

## Religion
Wilki ist heute wie Wölken bereits vor 1945 in die römisch-katholische Kirche Głotowo (Glottau), jetzt im Erzbistum Ermland gelegen, eingepfarrt.
Evangelischerseits gehörte Wölken bis 1945 zur Kirche Guttstadt (Dobre Miasto) in der Kirchenprovinz Ostpreußen der Kirche der Altpreußischen Union. Wilki ist jetzt der Diözese Masuren der Evangelisch-Augsburgischen Kirche in Polen zugeordnet.

## Verkehr
Wilki ist über eine Nebenstraße bzw. einen Landweg von Głotowo (Glottau) bzw. Chmury aus zu erreichen.
Eine Bahnanbindung des Dorfs besteht nicht.